# پترا اوهلیک
پترا اوهلیک (آلمانی: Petra Uhlig؛ زادهٔ ۲۲ ژوئیهٔ ۱۹۵۴) بازیکن هندبال اهل آلمان بود.